# Portrait devant l'abbaye Saint-Michel d'Anvers
Le Portrait devant l'abbaye Saint-Michel d'Anvers est un dessin à la pointe d'argent sur papier préparé réalisé en 1520 par Albrecht Dürer, peintre et graveur de la Renaissance allemande. Il fait partie de l'album de voyage aux Pays-Bas de l'artiste, et figure au recto de la feuille où la Vue de Berg-op-Zoom est dessinée au verso. Cette feuille est conservée au musée Condé à Chantilly.

## Histoire
Dès son premier séjour dans la ville, Dürer est impressionné par « la riche abbaye Saint-Michel d'Anvers », dans le chœur de laquelle il admire les stalles en août 1520, selon les mots de son journal.

## Analyse
Dürer croque ici le clocher et l'une des cours de l'abbaye aujourd'hui disparue, vus depuis une hauteur, sans doute une fenêtre. Comme il en a l'habitude dans son carnet, il compose, parfois en plusieurs temps, une scène dans laquelle il introduit, au premier plan, un portrait. 
Si le genre du personnage a été longtemps discuté, on s'accorde aujourd'hui à y reconnaitre un homme. Certes les traits sont doux, presque androgynes, mais le type de coiffure, avec les cheveux retenus par un filet, est bel et bien masculin.
Le jeune homme y arbore un bijou, qui attisa sans doute la curiosité de Dürer. Fils, frère et cousin d'orfèvres, ce dernier s'était lui-même lié à quatre de ces artisans pendant son voyage aux Pays-Bas. Peter van den Brink a récemment proposé d'y reconnaitre, avec prudence, Nicolao Sopalis, membre de la prospère communauté marchande des Portugais d'Anvers, que Dürer a portraituré en novembre 1520.